# نیهوو
نیهوو (به چکی: Níhov) یک منطقهٔ مسکونی در جمهوری چک است که در ناحیه برنو-تسوونتری واقع شده‌است. نیهوو ۴٫۹۲ کیلومتر مربع مساحت و ۲۰۳ نفر جمعیت دارد و ۴۷۴ متر بالاتر از سطح دریا واقع شده‌است.